# Table du Diable
Table du Diable är en ö i Martinique.  Den ligger i den nordöstra delen av Martinique, 28 km nordost om huvudstaden Fort-de-France.